# 环境人口容量
环境人口容量是一个人文地理学概念，指某一个国家或地区的环境所能够承载的最大人口数量，也称为环境承载力。环境人口容量是一个可变的值，其受科学技术水平、资源循环应用、人口素质等方面的影响。

## 意义
人类的生存很大程度上依赖于自然资源。所以在自然资源数量恒定或不断减少的情况下，某一个国家或地区的人口是不能无穷增长的，否则会导致人民生活质量下降甚至社会崩溃。因此，人类需要一个定量指标来确定在某一个国家或地区内，应当将人口保持在什么样的范围之间，以保证人民的生活质量和可持续发展能力。环境人口容量的概念因此产生。
联合国教科文组织对环境人口容量的定义是：一个国家或地区的环境人口容量，是在可预见到的时期内，利用本地资源及其他资源和智力、技术等条件，在保证符合社会文化准则的物质生活水平条件下，该国家或地区所能持续供养的人口数量。
根据以上定义，环境人口容量的约束条件不仅包括本地自然资源这样的自然因素，还包括地区开放程度、人口素质、科技水平、文化特征等社会因素。

## 分析
自然资源是制约环境人口数量的首要因素。尤其对于全球范围而言，许多自然资源的总量是恒定或趋于减少的。并且诸如土壤、水体和大气等自然资源，一旦被严重污染，净化的难度极高。故而自然资源，尤其是不可再生的自然资源，是对于环境人口数量影响最大的因素。自然资源种类越丰富，数量越庞大，所能供养的人口数量就越多。
科技水平与人口素质影响人类利用自然资源的效率，从而间接影响环境人口数量。尤其在当今全球人口高速发展的情况下，加快有关节能技术与新能源开发等科目的研究，对于使人口增长速度适应环境人口容量，具有重要的意义。人口素质则体现在节约能源的意识，及保护生态环境等方面，良好的人口素质对维持或扩大环境人口容量有积极意义。
地区的开放程度通过影响资源的交换或补充、科技的引进与交流、文化的传播等，进而影响某一地区的环境人口容量。
文化特征会影响文化区内居民的消费水平和环境观念，进而影响某一地区的环境人口容量。

## 环境人口容量的估计
由于现有的科学技术水平有限，并且人类的科技研发在不断进步，所以对于目前全球的能源储备总量与分布情况，不能做出十分精确的判断，并且对于未来是否将利用新型能源，也不能得出确定的结论。同时，人类社会的精神文明也在持续发展，人们的环境观念、消费水平和各个地区的政策，在未来很可能发生不可预见的变化。综上所述，对于环境人口容量的估计，不可能给出十分精确的具体数值。但是缩小一些条件的波动范围，例如在假设对外开放政策变化不大的情况下，在面积较小的区域内，以土地资源为主要指标估计未来某一段时期的环境人口容量，则可以给出相对确定的数值。
依据前文的定义，环境人口容量是指环境所能承载的最大人口数量。但是实际生活当中，考虑到社会安全和可持续发展，不能真正使人口膨胀到最大人口数量，否则人类的生活质量乃至种群安危将受到严重威胁。因此有人提出“合理容量”的概念。顾名思义，合理容量区别于最大容量，指能够保证合理健康的生活水平，稳定增长的经济，并且不破坏生态环境的人口规模，合理容量对于地区发展来说是最适宜的人口容量。但是，因为对于“合理”、“健康”的理解与对可持续发展的判定，具有相当大的主观因素，所以对合理人口数量的估计更加困难，也难以得到广泛的共识。
因为人们对影响环境人口容量的条件理解不同，并且在各自的研究中，使用的假定条件也不同，所以对于全球人口容量的判断，目前流行着多种说法，这里总结其中最为主流的三种。
- 悲观者认为：当今世界人口太多，对环境的破坏非常严重且短期内不能恢复，科技发展的水平来不及填补人口增长的需求。故而全球人口已经超过了地球的环境人口容量，全球人口总数仍在增长，灾难已经不可避免。
- 乐观者认为：人类未探索的科技领域还有很多，况且各国政府已加强了关于环境问题的合作，人们的环境意识在提高，人口增长率也得到了控制。因而未来人类将有足够的力量实现可持续发展，人口总数的增长不会达到地球环境人口容量的极限。
- 中立者认为：人类通过自身努力，有能力在今后的发展中维持自身与生态环境的协调发展，但有必要对地球的环境人口容量设置一个近似上限。1972年的联合国人类环境会议上公布的报告认为，将全球人口稳定在110亿左右，可以使地球上的人类维持合理健康的生活。

## 中国的环境人口容量
1991年，中国科学院发表报告《中国土地资源生产能力及人口承载力研究》，认为中国的环境人口容量为16亿。目前中国的人口已经接近这一估计数值，中国人口与自然资源的冲突已经十分明显，加大对与生态环境的保护力度，提倡节能意识，促进相关科技的研发，对于中国而言，迫在眉睫。
从人口与可耕地关系分析，中国属于世界人均可耕地最低的国家之一。中国的城市化在不断发展，可耕地面积因而有减少的趋势，加之农村人口大量流入城市，农村劳动力也在不断减少。许多国内的专家认为，应对以上的紧迫局势，争取尽快实现农业现代化，普及机械化生产，科学育种与养殖，提高农民素质，是最为有效的办法。下面的图表显示了1950年至2000年的中国人口数量变化可耕地面积变化。
从人口与淡水资源关系分析，中国的淡水资源严重缺乏，全国许多地区由于过度抽取地下水，导致了地下水枯竭，华北的大片地区甚至形成地下水漏斗，威胁城市的安全。缺水也将影响农业与工业的生产，如果形势得不到控制，未来还会明显影响居民的生活质量。
中国政府目前实行的计划生育、环境保护以及科教兴国的策略，在协调人口与环境的关系方面，受到国民最为集中的关注和期待。